# Littelfuse
Littelfuse ist ein US-amerikanischer Hersteller von Sicherungen und Elektronikkomponenten. Das Unternehmen wurde 1927 von Edward V. Sundt gegründet, der zuvor bei General Electric und dem Armaturenbretthersteller Stewart-Warner gearbeitet hatte. Bei seinen früheren Arbeitgebern stieß er auf das Problem schnell durchbrennender Messgeräte, die nicht ausreichend gegen Überstrom geschützt waren. Er entwickelte daraufhin elektrische Schmelzsicherungen, die den Grundstein für sein Unternehmen legten.
Sundt zog sich 1965 aus dem Unternehmen zurück und 1968 wurde Littelfuse von Tracor, einem Elektronikhersteller für die Rüstungsindustrie, übernommen. Im Jahr 1991, nach der Insolvenz Tracors, wurde Littelfuse ausgegliedert und ist seitdem wieder unabhängig.
Im Mai 2004 übernahm Littelfuse für 40 Mio. Euro 82 % der Anteile der Heinrich Industrie AG, Essen, mit 900 Mitarbeitern und Produktionsanlagen in Deutschland, Ungarn und China. Die Tochterfirma Wickmann wurde mit übernommen.
Im Zuge der Übernahme von Fairchild Semiconductor durch ON Semiconductor musste ON Semiconductor 2016 sein Geschäft mit IGBTs für Kfz-Zündsysteme aus kartellrechtlichen Gründen an Littelfuse veräußern. Der Kaufpreis betrug 104 Millionen US-Dollar.
Im Jahr 2018 übernahm Littelfuse IXYS, einen Hersteller von Leistungshalbleitern, für rund 750 Millionen US-Dollar. Diese Übernahme umfasste auch den Mikroprozessorhersteller Zilog, der 2010 von IXYS aufgekauft worden war.

## Produkte

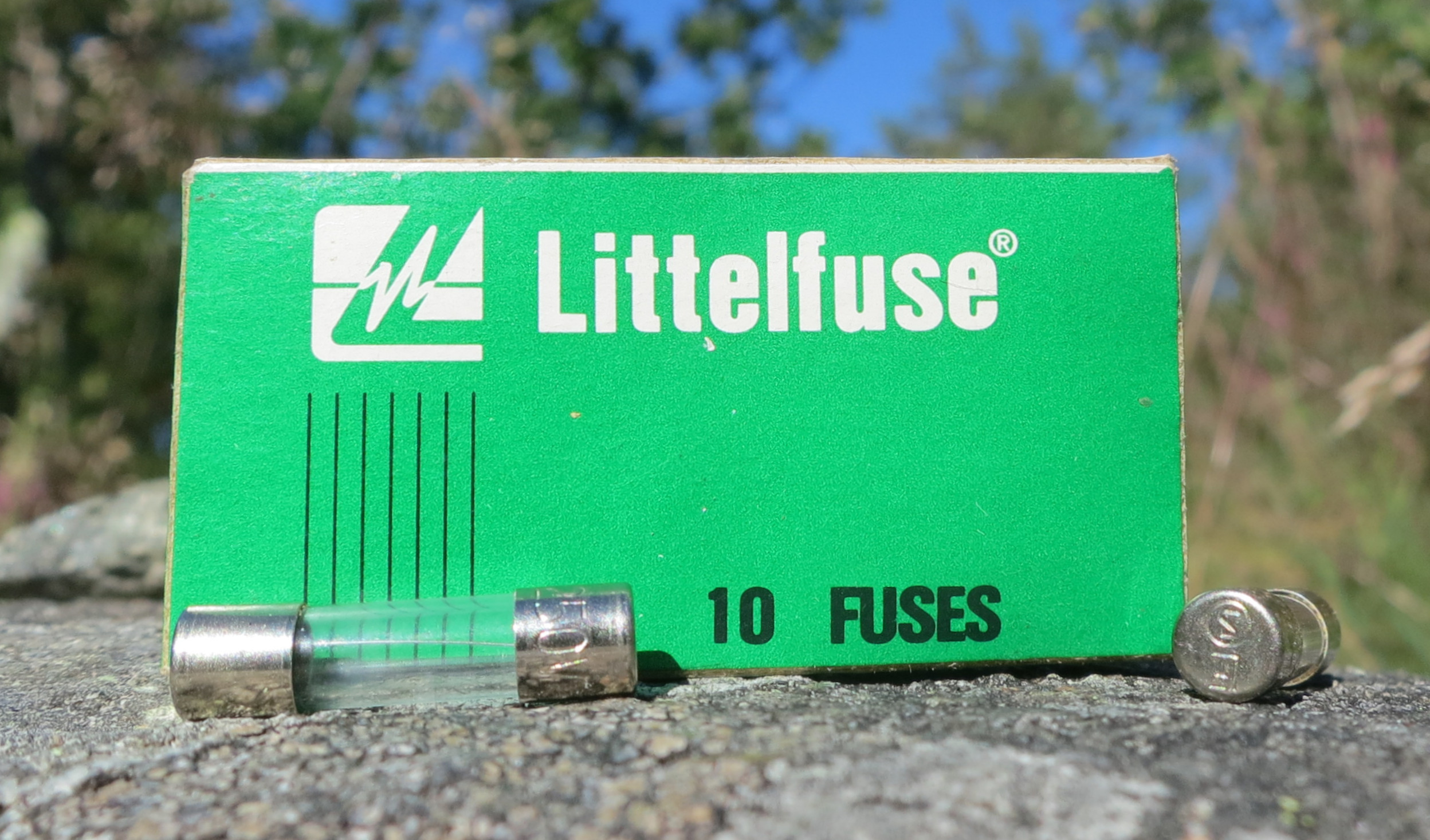
Sicherungen von Littelfuse

Das Produktprogramm des Unternehmens umfasst Sicherungen und Sensoren für industrielle und militärische Anwendungen sowie den Automobilbau, weiterhin verschiedene elektronische Bauelemente wie Dioden, Relais, Schalter, Induktoren, Varistoren und Thyristoren.

## Standorte
Littelfuse hat Produktionsanlagen in den USA in Des Plaines, Arcola und Irving (Texas),
daneben in Chippenham (England), Schweiz, Mexiko, China und den Philippinen.
Der Produktionsstandort in Irland wurde aufgegeben.
Standorte hat Littelfuse in Deutschland in Lauf a.d. Pegnitz, Essen, Lampertheim, Bremen, in den Niederlanden in Deventer, Hoofddorp und Leiden, in Italien in Legnago, in Litauen in Kaunas und in Spanien in San Sebastian.
Daneben hat das Unternehmen noch Standorte in Singapur, Hong Kong, Korea, Taiwan, Japan und Brasilien.